# Bio Aï Traoré
Bio Ai Traore (Porto Novo, 9 de junho de 1985) é um futebolista beninense que atua como defensor.

## Carreira
Bio Ai Traore representou o elenco da Seleção Beninense de Futebol no Campeonato Africano das Nações de 2008.